# تور دوچرخه‌سواری ئی۳ ارلبک
تور دوچرخه‌سواری ئی۳ ارلبک (انگلیسی: E3 Harelbeke) یک تور دوچرخه‌سواری جاده در بلژیک است.
این تور که از سال ۱۹۵۸ هر سال برگزار می‌شود از شهر ارلبک آغاز و پس از طی ۲۰۳ کیلومتر در همین شهر به پایان می‌رسد.

## قهرمانی بر پایه کشور
| قهرمانی | کشور                                                      |
| ------- | --------------------------------------------------------- |
| ۴۰      | بلژیک                                                     |
| هلند    | align=center                                              |
| ۴       | ایتالیا                                                   |
| ۳       | سوئیس                                                     |
| ۱       | استرالیا, مولدووا, نروژ, روسیه, اسلواکی, بریتانیا, لهستان |